# Jürgen Kienle
Jürgen Kienle (* 7. Dezember 1938 in Reutlingen; † 28. April 1996 in Fairbanks) war ein deutsch-US-amerikanischer Geophysiker und Hochschullehrer. 

## Leben

### Herkunft, Ausbildung und Privatleben
Er kam in der südwestdeutschen Stadt Reutlingen zur Welt, studierte Geowissenschaften in der Schweiz an der ETH Zürich und erwarb dort 1964 sein Diplom. Anschließend wechselte er an die University of Alaska Fairbanks und wurde dort 1969 – betreut von seinem Doktorvater Robert Briedwell Forbes (1924–2001) – mit der Dissertation Gravity survey of Katmai National Monument: Fairbanks, Alaska zum Ph.D. promoviert.
Zusammen mit seiner Ehefrau Linde hatte Jürgen Kienle die zwei Söhne Stefan und Florian. Nach „langem und schmerzlichem Kampf mit [einer] psychischen Krankheit“ starb er 1996 im Alter von nur 57 Jahren.

### Berufliche Karriere
Kienle fand den Einstieg ins Berufsleben 1968 am Lamont-Doherty Earth Observatory der Columbia University in Orangetown (US-Bundesstaat New York), wo er zu mariner Geophysik forschte. Nach zwei Jahren erhielt er 1970 eine Stelle als Postdoc am Institut für Geophysik seiner Alma Mater in Fairbanks. Dort wurde er 1971 zum Assistant Professor, 1974 zum Associate Professor und schließlich 1983 zum ordentlichen Professor für Geophysik ernannt. Parallel zu seiner Tätigkeit in Alaska arbeitete er ab 1993 auch am Institut für Geologie und Geophysik der University of Hawaiʻi at Mānoa.
Seine Forschungsinteressen reichten von der Struktur von Vulkangebäuden über Seismizität und Mikrogravitation bis hin zu Deformations- und Gefahrenanalysen. Er hatte sich auf Vulkanismus an Subduktionszonen spezialisiert und konzentrierte sich dabei auf aktive Vulkane in Alaska, in der Antarktis sowie im pazifischen Raum. Zwischen 1981 und 1986 leitete er sechs Kampagnen zur Untersuchung der vulkanischen und seismischen Aktivität des Mount Erebus und Ende August 1986 gelangen ihm zusammen mit Katia und Maurice Krafft am Mount St. Augustine die weltweit ersten Filmaufnahmen von pyroklastischen Strömen. Darüber hinaus gehörte er zu den maßgeblichen Initiatoren des im April 1988 gegründeten Alaska Volcano Observatory.

## Ehrungen
In Anerkennung seiner Verdienste um die vulkanologische und seismologische Erforschung des Mount Erebus benannte das Advisory Committee on Antarctic Names zwei glaziale Landformen in dessen Umgebung nach Jürgen Kienle:
- 1999: Das Kienle Cirque auf White Island
- 2000: Die Kienle-Nunatakker auf der Ross-Insel

## Publikationen (Auswahl)
- Charles A. Wood; Jürgen Kienle (Hrsg.): Volcanoes of North America – United States and Canada. Cambridge University Press, 1993, ISBN 978-0-521-43811-7, 364 Seiten.